# Hadena grisea
Hadena grisea là một loài bướm đêm trong họ Noctuidae.